# Stema Ungariei

Stema Ungariei

Stema Ungariei (denumită și stema maghiară) este unul din simbolurile oficiale ale Republicii Ungare .

## Stema oficială
Stema folosită în prezent a fost adoptată prin Legea XLIV din 31 iulie 1990, ca parte a Constituției Ungare. 
În 1990 Parlamentul Ungariei a votat această stemă după multe deliberări, deoarece erau propuse mai multe variante. În final, alegerea în plen s-a făcut dintre două variante: actuala stemă, cunoscută ca Stema Mică (Kiscímer) și Stema Kossuth (Kossuth címer).
Conform descrierii din legea susmenționată, stema este: „Scut francez despicat, cu smalț roșu. Partea stângă este împărțită în șapte, având brâuri roșii și argintii. În partea dreaptă, pe fundal roșu, sunt trei coline verzi, pe cel din mijloc, având o coroană de aur drept „fundament”, se află o cruce a evangheliștilor, argintie. Deasupra scutului se află Coroana Sfântă Maghiară.”

## Utilizare
Legislația maghiară specifică drepturile de folosință a stemei - împreună cu folosința altor însemne naționale și statale - în Legea LXXXIII din 1990.

## Istoric
Componentele stemei își au originea în evul mediu. 
|  | Brâurile apar deja pe blazonul arpadian (vezi Drapelul Árpád), apărând pe sigiliile domnitorilor încă din secolul al IX-lea, de atunci fiind legat de Dinastia arpadiană. |
|  | Stema folosită de Emeric I, cu nouă lei de pe Bula de aur din 1202. Aceeași stemă apare și pe Bula de Aur a lui Andrei al II-lea din 1222. |
|  | Casa de Anjou a despicat stema arpadiană, introducând motivele Anjou pe partea dreaptă, dorind să evidențieze dreptul lor la tronul maghiar. Ca urmare, dinastiile mixte din secolul al XV-lea au aplicat această „regulă”. |
|  | Crucea evangheliștilor apare din secolul al XIII-lea, ca însemn al regilor Ungariei, prima dată apărând pe monede, iar de la domnia lui Béla al III-lea apare și pe blazon. |
|  | Dâmburile triple - conform specialiștilor - au fost folosite la început ca suport, heraldica maghiară neagreând soluția reprezentării „flotante”. Se cunosc blazoane din secolul al XIV-lea unde este folosit un singur dâmb, din următorul secol acesta fiind înlocuit cu trei dâmburi. Corona de aur – reprezentarea puterii regale – a apărut la baza crucii tot în secolul al XV-lea. |
|  | Blazonul regal al lui Vladislav I a Ungariei (1440 – 1444). |
|  | Stema folosită de Matia Corvin pe sigilii (1464). |

Din secolul XV blazonul regal a fost privit și ca blazonul țării, fiind la baza stemei ungare, iar blazonul purtând deasupra Coroana Sfântă Maghiară a apărut, în formatul actual, la începutul secolul al XVI-lea. 
Totodată, structura stemei a căpătat următoarea semnificație: 
- crucea evangheliștilor făcea referire la regatul apostolic,
- cele trei dâmburi reprezentau munții Tatra, Matra și Fatra,
- cele patru brâuri argintii reprezentau cele patru râuri mari: Dunărea, Tisa, Drava și Sava. Este interesant faptul că ultimul râu se afla pe teritoriul croat. Croația era un regat care a participat la formarea Regatului Coroanei Sfinte Maghiare, dar nu aparținea în mod direct Ungariei.

|                               | La 14 aprilie 1849, Dieta de la Debrecen a declarat în mod oficial îndepărtarea de la conducere a regilor din Casa de Habsburg–Lorena în Ungaria. Lajos Kossuth a fost ales guvernatorul țării, iar stema folosită în acea perioadă a fost numită Stema Kossuth. |
|                               | Stema Mare a Ungariei din 1849. În stemă coroana a fost înlocuită cu o cunună de lauri (o ramură cu frunze de dafin). |
|                               | După Ausgleich-ul din 1867, stema actuală a fost cunoscută, ca Stema Mică. |
| (1890) ˙(1915)                | Stema Mijlocie cu teritoriile componente și Stema Mică la mijloc. Stemele teritoriilor care făceau parte din Regatul Ungar: \| \| \| \| Stema Dalmației \| Stema Croației \| \| \| \| \| Stema Slavoniei \| Stema Transilvaniei \| \| \| \| \| Stema Bosniei apare din 1915l \| Stema Fiumei apare din 1890 \| |
|                               | Stema Mare oficială a Imperiului Austro-Ungar nu a fost folosită niciodată (oficial exista, dar numai pe hârtie), s-a folosit în locul ei câteodată o „Stemă Mijlocie”, cu Acvila bicefală, având sub aripa stângă (simbolizat) Ungaria, iar sub cea dreaptă Austria (numite constituțional: Regatele și Țările reprezentate în Consiliul Imperial). |
|                               | O altă versiune folosită în locul Stemei Mari a Imperiului Austro-Ungar din anul 1915 (cele două Steme Mijlocii Austria-Ungaria, legate prin stema Habsburgilor la mijloc). |
|                               | În perioada primei Republici Ungare a fost folosită Stema Kossuth. În timpul Republicii Ungare a Sfaturilor nu s-a introdus o stemă nouă. |
|                               | Regimul lui Miklós Horthy a reintrodus Stema Mică. Aceasta a fost completată cu doi îngeri, ținând scutul. Din 1938, ca urmare a arbitrajelor de la Viena a redevenit oficială Stema Mijlocie (versiunea din 1915). |
|                               | Din anul 1946 Stema Kossuth a fost adoptată din nou, ca stemă oficială a țării. |
|                               | Însemul folosit în timpul lui Mátyás Rákosi din 1949 făcut după modelul sovietic (Cunoscut sub denumirea „Stema Rákosi”). |
|                               | Pentru scurt timp s-a revenit la Stema Kossuth în timpul revoluției ungare din 1956. |
|                               | Din anul 1957 s-a introdus o stemă nouă, denumită Stema Kádár. |
|                               | După înlăturarea comunismului, în 1990, alegerea stemei (stema actuală sau Stema Kossuth) a determinat prima dezbatere parlamentară aprigă. Discuția a pornit de la semnificația stemelor, care urma să caracterizeze noua democrație: Stema Kossuth simboliza tradiția revoluționară-democratică, iar Stema Mică tradiția statală milenară. În cele din urmă, plenul condus de partidul de dreapta MDF, a ales a doua variantă, legiferând-o prin Legea XLIV din 3 iulie 1990. |
|                               | |
| Stema Dalmației               | Stema Croației |
|                               | |
| Stema Slavoniei               | Stema Transilvaniei |
|                               | |
| Stema Bosniei apare din 1915l | Stema Fiumei apare din 1890 |